# 이녹스에코엠
이녹스에코엠(Innoxecom Co. Ltd.)는 축전지 제조와 나노 단위의 실리콘 파우더 양산하는 대한민국의 기업이다. 이녹스의 이차전지 실리콘(Si) 음극재 소재 자회사이다
대신증권을 주관사로 상장을 준비중이다.

## 연혁
- 2007 ㈜케미시스 설립
- 2007 SRS(Slurry Recycle System) 설치, 가동 시작
- 2011 MEMC SRS 납품 시작
- 2014 ㈜티알에스 상호 변경
- 2017 이차전지 음극재用 Si Powder 연구개발 시작
- 2018 Si Powder Pilot Line 설치 및 샘플 생산
- 2019 이녹스 자회사 편입
- 2021 아산공장 설립, 본사 이전
- 2022 이차전지 음극재用 Si Powder 양산 및 해외 수출 시작
- 2023 (주)티알에스에서 ㈜이녹스에코엠으로 상호변경[3]

## 같이 보기
- 이녹스
- 이녹스첨단소재
- 제이엔엠파트너스

## 참고문헌
1. ↑  김용환, 2차전지 소재 지주사 변모중인 이녹스, 티알에스‧ 알톤스포트 매출↑ 전망, NSP통신, 2023-03-27
2. ↑  이녹스에코엠, IPO 주관사 대신증권 선정, 조은아, MTN뉴스, 2023-10-18
3. ↑  조은아, 이녹스에코엠, 유상증자 통해 330억 원 조달…증설투자로 생산량 확대, MTN뉴스, 2023-04-17